# Młynarzowa Baszta

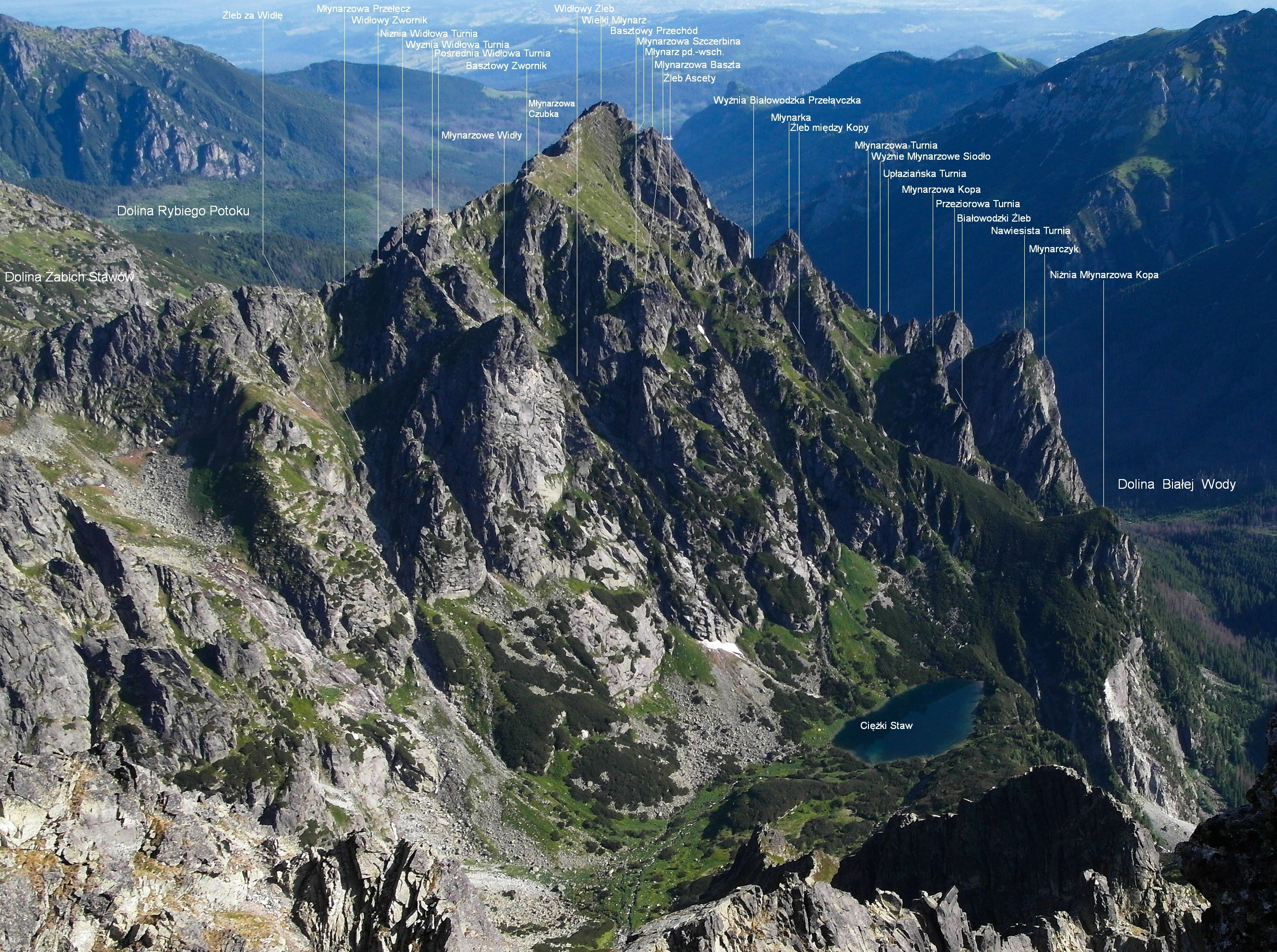
Widok z Ganku

Młynarzowa Baszta (słow. Mlynárová bašta, ok. 2040 m) – turnia w masywie Młynarza w słowackich Tatrach Wysokich. Znajduje się w południowo-południowo-wschodniej grzędzie Basztowego Zwornika. Grzęda ta opada do Doliny Ciężkiej i oddziela dwa wielkie żleby: Widłowy Żleb i Żleb Ascety.
Na północną stronę, do Basztowego Przechodu (ok. 2035 m) Basztowy Zwornik opada tylko 5–metrowym przewyższeniem i jest łatwo osiągalny. Na południe opada natomiast opada ścianą o wysokości około 360 m. Najwyższa część ściany to pionowe urwisko o trapezowym kształcie i wysokości około 40 m, możliwe do ominięcia z obydwu stron. Poza tym ściana składa się z systemu stromych i gładkich płyt, zachodów i półek. Wszystkie jej mniej strome części obficie porasta kosodrzewina.
Od najniżej opadającej na piargi ostrogi przez Młynarzową Basztę prowadzi droga wspinaczkowa (I, kilka miejsc II, krótki odcinek IV w skali tatrzańskiej, czas przejścia 2 godz. Pierwsze przejście: Władysław Cywiński, Jan Gąsienica-Rój (junior) 28 sierpnia 1997 r.
Nazwę turni utworzył Władysław Cywiński.